# Longny les Villages
Longny les Villages es una comuna nueva francesa situada en el departamento de Orne, de la región de Normandía.

## Historia
Fue creada el 1 de enero de 2016, en aplicación de una resolución del prefecto de Orne de 16 de diciembre de 2015 con la unión de las comunas de La Lande-sur-Eure, Longny-au-Perche, Malétable, Marchainville, Monceaux-au-Perche, Moulicent, Neuilly-sur-Eure y Saint-Victor-de-Réno, pasando a estar el ayuntamiento en la antigua comuna de Longny-au-Perche.

## Demografía
| Gráfica de evolución demográfica de Longny les Villages entre 1800 y 2013 |
|                                                                           |

Los datos entre 1800 y 2013 son el resultado de sumar los parciales de las ocho comunas que forman la nueva comuna de Longny les Villages, cuyos datos se han cogido de 1800 a 1999, para las comunas de La Lande-sur-Eure, Longny-au-Perche, Malétable, Marchainville, Monceaux-au-Perche, Moulicent, Neuilly-sur-Eure y Saint-Victor-de-Réno de la página francesa EHESS/Cassini. Los demás datos se han cogido de la página del INSEE.

## Composición
| Comuna delegada      | Código INSEE | Población (2013) | Superficie (km²) | Densidad (hab./km²) |
| -------------------- | ------------ | ---------------- | ---------------- | ------------------- |
| La Lande-sur-Eure    | 61220        | 173              | 15.78            | 11                  |
| Longny-au-Perche     | 61230        | 1445             | 39.13            | 37                  |
| Malétable            | 61247        | 100              | 4.89             | 20                  |
| Marchainville        | 61250        | 220              | 21.61            | 10                  |
| Monceaux-au-Perche   | 61280        | 77               | 3.15             | 24                  |
| Moulicent            | 61296        | 288              | 33.41            | 8.6                 |
| Neuilly-sur-Eure     | 61305        | 642              | 21.47            | 30                  |
| Saint-Victor-de-Réno | 61458        | 183              | 12.32            | 15                  |